# Paranaspia rubidata
Paranaspia rubidata är en skalbaggsart som beskrevs av Holzschuh 2008. Paranaspia rubidata ingår i släktet Paranaspia och familjen långhorningar.
Artens utbredningsområde är Laos. Inga underarter finns listade i Catalogue of Life.